# Lijst van burgemeesters van Alem, Maren en Kessel
Dit is een lijst van burgemeesters van de voormalige Nederlandse gemeente Alem, Maren en Kessel vanaf de vorming in 1821 tot de opheffing in 1958 waarbij het werd opgedeeld in Lith en Maasdriel.
| Ambtsperiode | Naam burgemeester                  | Partij of stroming | Bijzonderheden                                                                                                  |
| ------------ | ---------------------------------- | ------------------ | --- |
| 1821 - 1833  | G.D. de Werdt                      |                    | tot 1825 schout                                                                                                 |
| 1833 - 1875  | Cornelis Pompen                    |                    | |
| 1875 - 1896  | Gerardus Koopmans                  |                    | |
| 1896 - 1900  | Johannes van Waardenburg           |                    | |
| 1900 - 1908  | Johannes Pompen                    |                    | |
| 1908 - 1917  | J. Koopmans                        |                    | |
| 1917 - 1923  | N.F. Pompen                        |                    | |
| 1924 - 1956  | Josephus Marianus Smits            |                    | tevens (waarnemend) burgemeester van Lith (1936-1944 & 1945-1956) en Lithoijen (van 1936 tot opheffing in 1939) |
| 1956 - 1958  | Emiel (E.Ch.J.M.) van de Laarschot |                    | tevens burgemeester van Lith (1956-1970)                                                                        |